# Symbiodinium

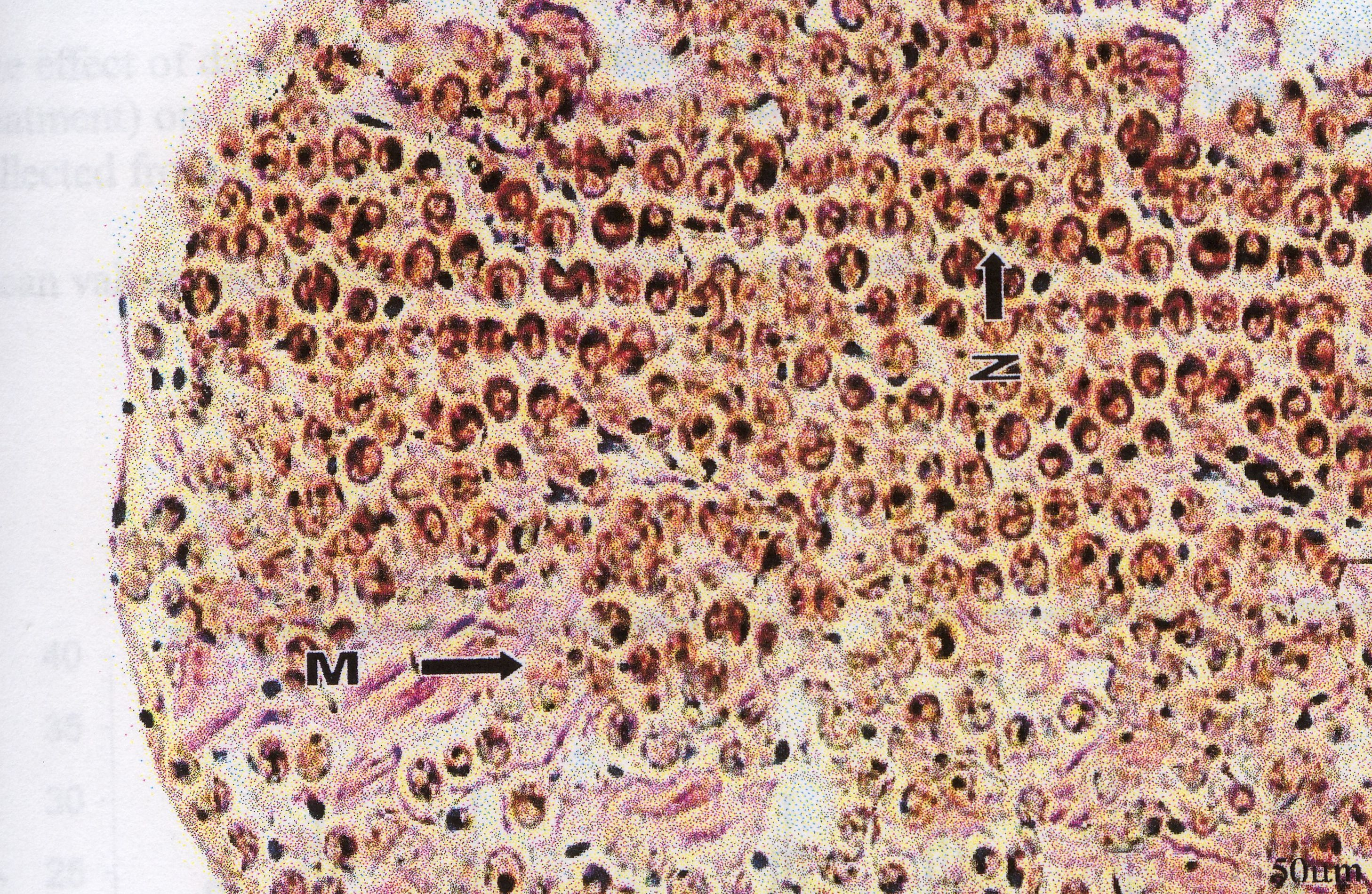
Symbiodinium en tejido de almeja gigante Tridacna gigas

Symbiodinium es un género de algas unicelulares dinoflageladas de la familia Symbiodiniaceae, orden Suessiales y clase Dinophyceae.
Comúnmente se les puede llamar zooxantelas, del latín Zooxanthellae, que viene a significar "pequeños animales amarillos", en referencia a su color marrón-dorado. Con anterioridad se publicó la presencia de esta microalga en vida libre en el océano y en relación simbiótica intracelular con corales, anémonas, medusas, zoantarios, nudibranquios, cilioforos, foraminíferos y esponjas o simbiosis extracelular con almejas gigantes. Hoy en día, esto varía puesto que bajo avances en estudios moleculares, morfológicos, fisiológicos y ecológicos se ha propuesto que la divergencia evolutiva entre los organismo que se consideraban Symbiodinium son los suficientes para que sean considerados como géneros distintos. De tal manera que lo que antes se definía como Symbiodinium hoy puede variar en disntitos clados de la familia Symbiodiniaceae donde Symbiodinium se utilizaría exclucivamente para el clado A.

## Relación alga-coral
Aunque existen corales que no forman una relación simbiótica con estas algas (como los corales de arrecifes de aguas profundas), la gran mayoría si lo hace. Al inicio de una relación simbiótica coral-alga, estas algas son generalmente integradas por mecanismos de nutrición del coral donde son detectadas e internalizadas. Los corales son organimos sesiles y de esta manera logran recibir productos fotosintéticos provenientes de las algas de manera constante mientras que las algas reciben compuestos de nitrógeno y fósforo provenientes del coral. El tamaño de la población de estos organismos en los tejidos del hospedero es limitada por la cantidad de nutrientes y luz que recibe, así como por la expulsión de las células excesivas. A la ruptura de la relación coral-alga se le llama blanqueamiento y en esta ocurre una disminución abrupta de la población de algas dentro del tejido o una disminución abrupta del pigmento que contienen estas. Tras un blanqueamiento, un coral puede ser reinfectado por zooxantelas y si no lo hace este puede escontrarse en peligro de perder tejido, la capacidad de reproducirse o incluso fallecer.  

## Ecología
Las distribuciones de especies de Symbiodinium comprenden diferentes gremios ecológicos en un ecosistema de arrecife coralino.
A: Cnidarios hospedantes pueden expulsar millones de células simbiontes (viables y necróticas) en el medio ambiente circundante (a). A su vez, estos animales pasan grandes cantidades de agua a través de su sistema gastrovascular, tanto para la respiración, como para la eliminación de desechos, un proceso que introduce numerosas pequeñas partículas, incluyendo alimento y otras especies de Symbiodinium (indicadas por diferencias de color en las células) (b).
B: El nicho ecológico, desde el punto de vista funcional de los grupos, difiere entre especies de Symbiodinium. Existen varios gremios ecológicos, incluyendo abundantes especies de hospedantes específicos y hospedantes generalistas (1), especies de bajo fondo y potencialmente oportunistas (2), y especies no simbióticas estrechamente relacionadas con el bioma del coral (3) y/o ocupando hábitats no asociados (4).
Las Symbiodinium son especies cruciales para los arrecifes coralinos, ya que su impacto en la comunidad es extremadamente grande en relación con su fracción del total de la biomasa de la comunidad. 
Los corales hermatípicos, aquellos que con sus esqueletos construyen los arrecifes, tienen especies de Symbiodinium, y son dependientes en gran medida de ellas, limitando así su crecimiento a la zona fótica del arrecife. Esta relación simbiótica es probablemente la responsable del gran éxito de los corales como organismos constructores de arrecifes en las aguas tropicales. Por tanto, también es clave para la supervivencia de la mayor parte de las especies coralinas, y, por consiguiente, de los propios arrecifes. De hecho, el aumento de las temperaturas de las aguas oceánicas, producido por el cambio climático global y los fenómenos como El Niño, provocan el estrés de los animales hospedantes que albergan las Symbiodinium, con el abandono masivo de éstas de los tejidos animales, lo que se conoce como blanqueo en el caso de los corales, y, la muerte de estos, en muchos casos.

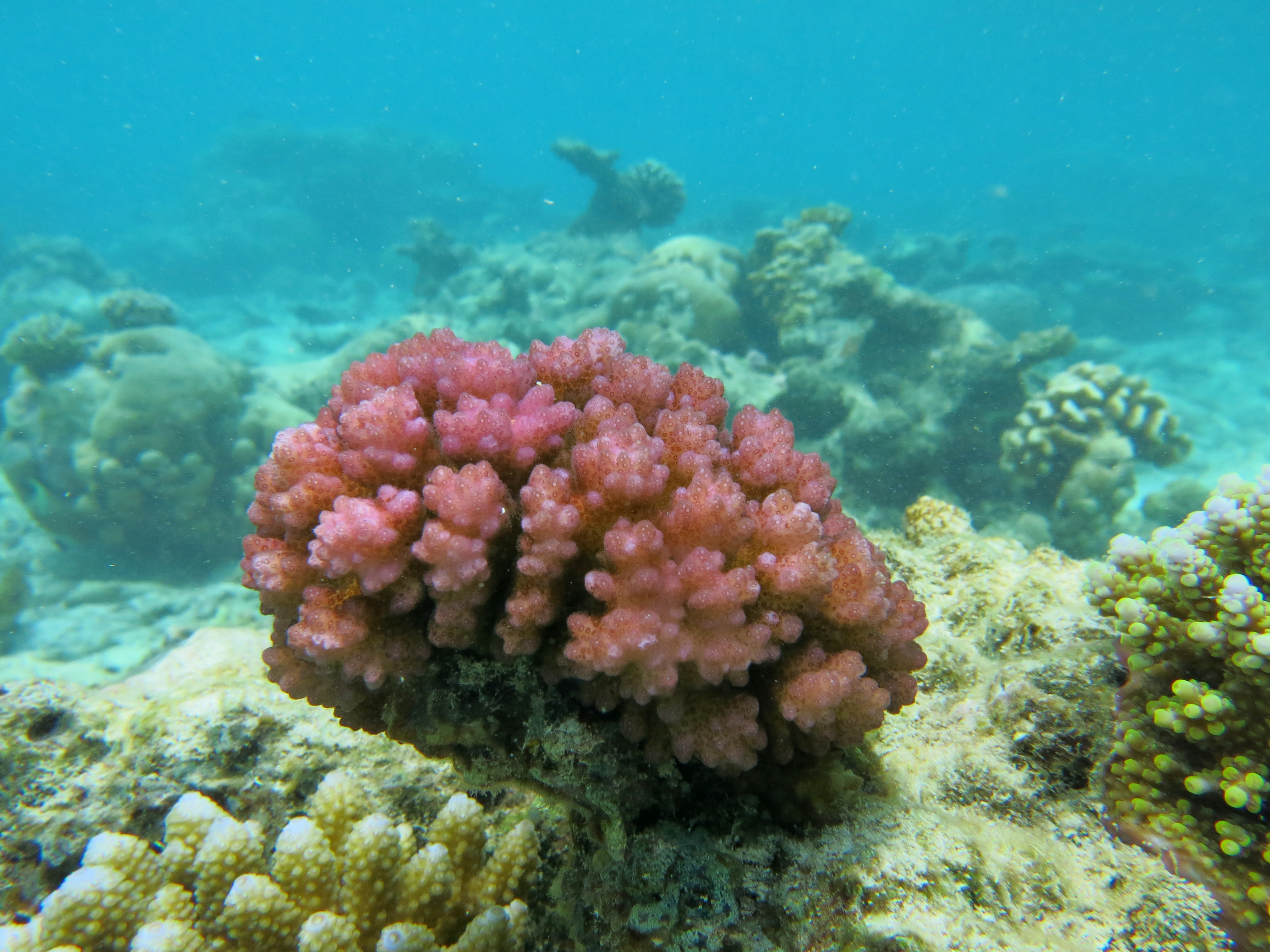
Pocillopora sp viva
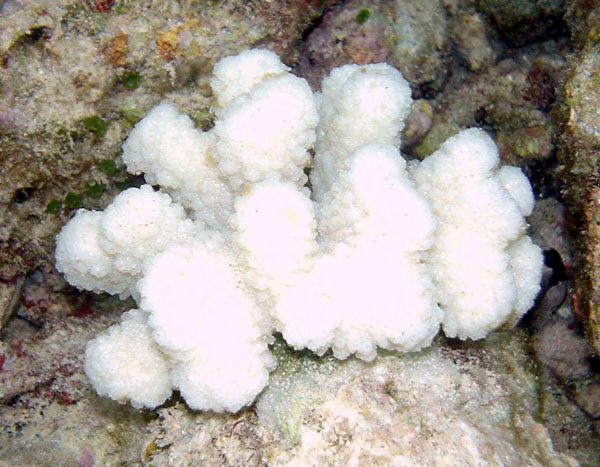
Pocillopora sp afectada por blanqueo, sin Symbiodinium
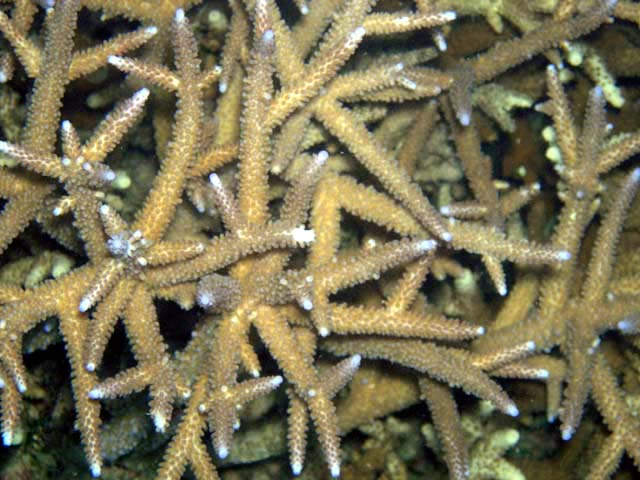
Colonia de Acropora cervicornis sana. Sólo las puntas de crecimiento son blancas
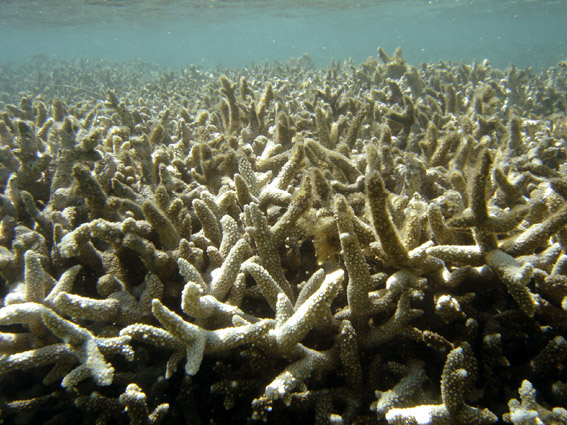
Colonia de Acropora cervicornis en Reunión. Las ramas blancas han perdido sus Symbiodinium

Aparte de los "corales duros" del orden Scleractinia, también los "corales blandos" del orden Alcyonacea y parte de las gorgonias, obtienen gran parte de sus nutrientes de la relación simbiótica con especies de Symbiodinium. Otros organismos que pueden contener Symbiodinium son las esponjas, las medusas, los moluscos bivalvos, "gusanos" marinos y algunos protistas, entre otros.

## Especies
El Registro Mundial de Especies Marinas acepta las siguientes especies en el género:
El Registro Mundial de Especies Marinas acepta las siguientes especies en el género:
- Symbiodinium bermudense R.K.Trench, 1993
- Symbiodinium californium A.T.Banaszak, R.Iglesias-Prieto & R.K.Trench, 1993
- Symbiodinium cariborum R.K.Trench, 1993
- Symbiodinium corculorum R.K.Trench, 1993
- Symbiodinium goreaui Trench & Blank, 2000
- Symbiodinium kawagutii Trench & Blank, 2000
- Symbiodinium meandrinae R.K.Trench, 1993
- Symbiodinium microadriaticum Freudenthal, 1962
- Symbiodinium minutum T.C.LaJeunesse, J.E. Parkinson & J.D.Reimer, 2012
- Symbiodinium pilosum Trench & Blank, 2000
- Symbiodinium psygmophilum LaJeunesse, T.C., Parkinson, J.E. & Reimer, J.D., 2012
- Symbiodinium pulchrorum R.K.Trench, 1993